# Kodoku
Kodoku (蠱毒 Kodoku?, Toxina Gusano) es un tipo de magia ritualística de la mitología japonesa, similar a la magia gu de China. Esta técnica es atribuida a los practicantes de onmyodo del período Nara.
Para hacer funcionar esta magia, el hechicero introducía varios insectos en un frasco, y les dejaba matarse entre ellos hasta que solo uno sobrevivía. Los fluidos del insecto superviviente eran usados para envenenar a un individuo con una maldición que permitiría controlar su voluntad, causarle desgracias o matarlo. El insecto podía ser usado también como un amuleto, garantizando suerte al que había realizado el ritual. A cambio el hechicero debía alimentar al insecto: el no hacerlo causaría la furia del animal, y éste devoraría la casa del hechicero si éste no le abandonaba a él y a todas sus riquezas junto a una carretera. De este modo, la propiedad del insecto pasaría al que recogiera dichas riquezas.
El término "kodoku" es también usado para designar al espíritu que encarna al insecto de este tipo de magia.

## En la cultura popular
- Esta técnica juega un importante papel en la novela de fantasía histórica Teito Monogatari. Aquí se representa como un método mágico para manipular a personas introduciendo un espíritu insectoide dentro de ellos, generalmente en su estómago, lo que hace que reciban el nombre de Fukuchu-Mushi, o gusano estomacal. En su adaptación al anime, Doomed Megalopolis, dos tipos de kodoku son mostrados: uno, que vive en el estómago y que toma la forma de un gusano verde dotado de una cabeza faloide con tentáculos y una musculosa cola, que es capaz de manejar la mente de sus víctimas; y otro mucho más poderoso con forma vagamente arácnida, que ocupa casi todo el interior del torso de su huésped, al que maneja como una marioneta, y que puede hipnotizar a sus víctimas, inyectarles otros kodoku por vía oral e incluso salir de su huésped y atacar escupiendo un líquido viscoso contra sus oponentes. Los kodoku toman la forma de un globo ocular cuando no han sido introducidos en su víctima.
- Los kodoku aparecen también en el anime Ghost Hunt, siendo una técnica de maldición en la que los espíritus permanecen atrapados de la misma manera que los insectos de su homólogo de la mitología. El espíritu dominante devora a los demás hasta que es suficientemente poderoso para matar al objetivo de la maldición. La única manera de detener la maldición es alimentar al espíritu como compensación.
- Los kodoku aparecen también en el manga N°360 de Hunter X Hunter, siendo el método de supervivencia del insecto dentro del frasco la metáfora de la guerra de sucesión entre los príncipes dentro del navío hacia el continente oscuro.
- En el anime Inuyasha, es el método usado por Naraku en la Cuarta temporada para crear un nuevo cuerpo en el monte de las ánimas.
- En el manga Kagurabachi, Kodoku es el Técnica Honryuu o Verdadera Escencia del Santo de la Espada con la Espada Encantada Shinuchi, la cual usó para causar un genocidio total en una Isla País cercana a Japón.